# Sölling (Gemeinde Purgstall)
Sölling ist eine Ortschaft und eine Katastralgemeinde in der Gemeinde Purgstall an der Erlauf in Niederösterreich.
Die Ortschaft südlich von Purgstall liegt an der Erlauf und besteht aus den Orten Sölling, Sölling Umgebung und weiteren Einzellagen. Die Ortschaft war ab 1850 eine selbständige Gemeinde und wurde Ende der 1960er nach Purgstall eingemeindet.

## Geschichte
Laut Adressbuch von Österreich waren im Jahr 1938 in der Ortsgemeinde Sölling drei Gastwirte, drei Gemischtwarenhändler, ein Lohndrescher, ein Schmied, drei Schneiderinnen, ein Schuster, ein Viktualienhändler, zwei Zementwarenerzeuger und einige Landwirte ansässig.

## Siedlungsentwicklung
Zum Jahreswechsel 1979/1980 befanden sich in der Katastralgemeinde Sölling insgesamt 49 Bauflächen mit 18.395 m² und 8 Gärten auf 7.013 m², 1989/1990 gab es 54 Bauflächen. 1999/2000 war die Zahl der Bauflächen auf 155 angewachsen und 2009/2010 bestanden 103 Gebäude auf 184 Bauflächen.

## Bodennutzung
Die Katastralgemeinde ist landwirtschaftlich geprägt. 236 Hektar wurden zum Jahreswechsel 1979/1980 landwirtschaftlich genutzt und 101 Hektar waren forstwirtschaftlich geführte Waldflächen. 1999/2000 wurde auf 210 Hektar Landwirtschaft betrieben und 123 Hektar waren als forstwirtschaftlich genutzte Flächen ausgewiesen. Ende 2018 waren 199 Hektar als landwirtschaftliche Flächen genutzt und Forstwirtschaft wurde auf 124 Hektar betrieben. Die durchschnittliche Bodenklimazahl von Sölling beträgt 35 (Stand 2010).